# Johannes der Täufer (Bezławki)
Die Kirche Johannes der Täufer in Bezławki ist ein zum evangelischen Gotteshaus umgewandeltes Wildhaus, das in der Ordenszeit als Verteidigungsanlage genutzt wurde. Die ehemalige Burg Bäslack wurde die Pfarrkirche für das ostpreußische Kirchspiel Bäslack und dient heute im polnischen Bezławki der katholischen Kirche als Filialkirche.

## Geographische Lage
Bezławki liegt zehn Kilometer südwestlich der Stadt Kętrzyn (deutsch Rastenburg) am Fluss Deine (polnisch Dajna) in der nördlichen Mitte der Woiwodschaft Ermland-Masuren. Der Standort der Kirche ist der Burghügel im Südwesten des Dorfes.

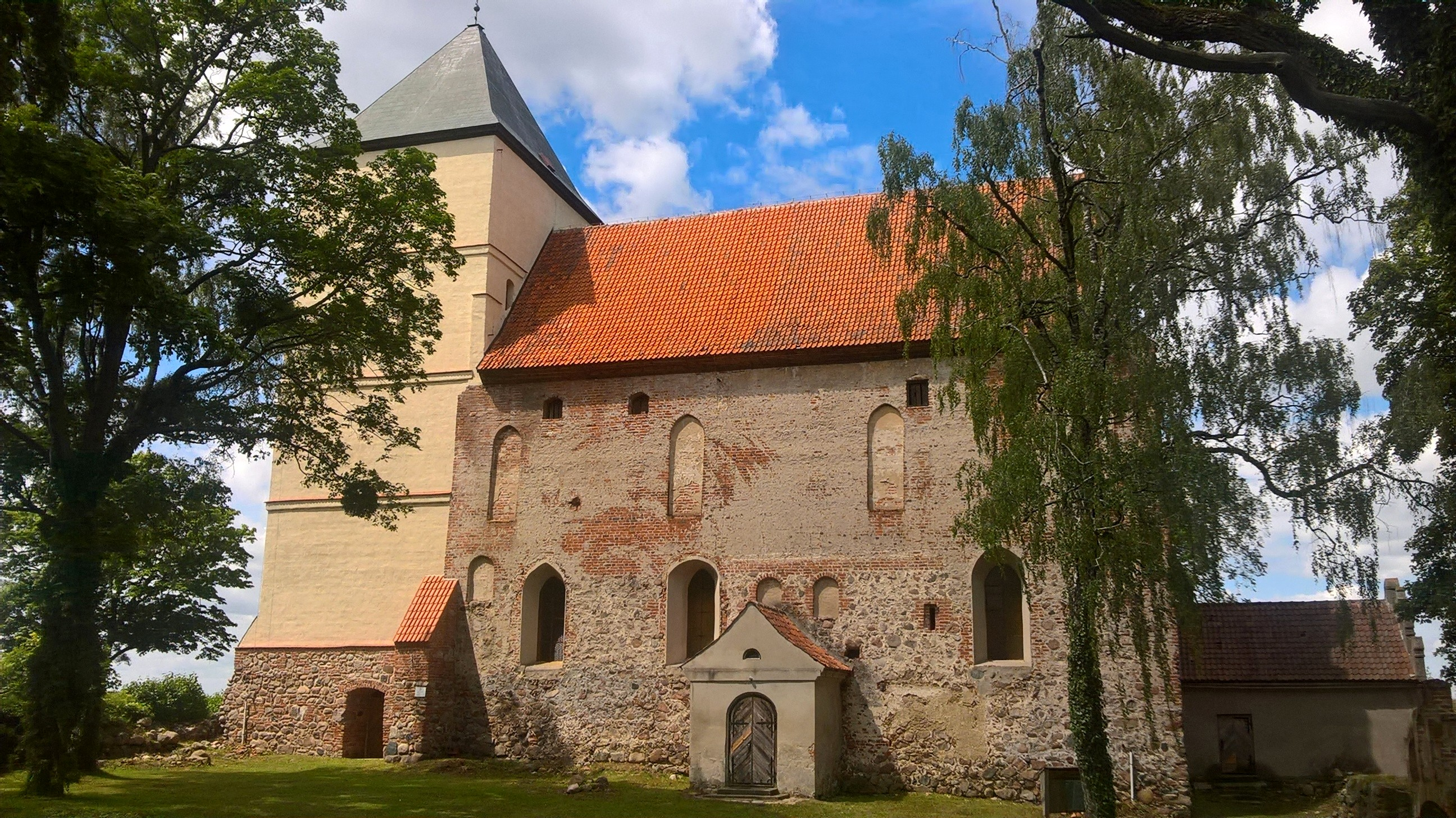
Die zu einer Kirche umgewandelte Burganlage mit dem Kirchturm an der Südseite

## Kirchengebäude
Eine hölzerne Kirche wurde in Bäslack bereits 1402 erwähnt. Als jedoch die Ende des 14. Jahrhunderts als Wildhaus errichtete Burg Bäslack nicht mehr benötigt wurde, wandelte man sie 1583 in eine evangelische Kirche um. Sie bestand aus einem rechteckigen Nord-Süd-Bau, der früher zwei Stockwerke hatte und in den dann in Höhe des ehemaligen Wehrgeschosses eine Balkendecke eingezogen wurde.

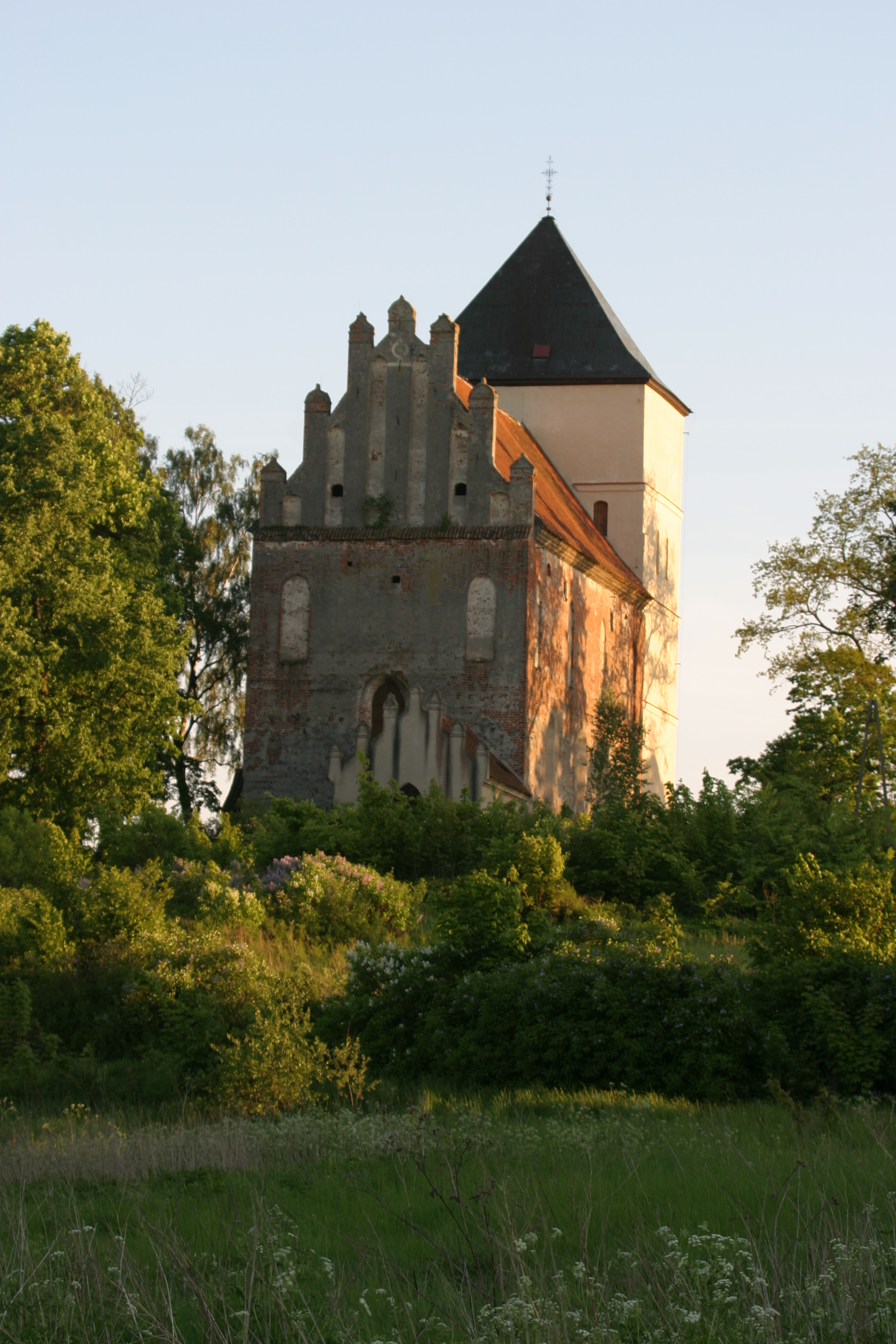
Der Nordgiebel aus der Ordenszeit

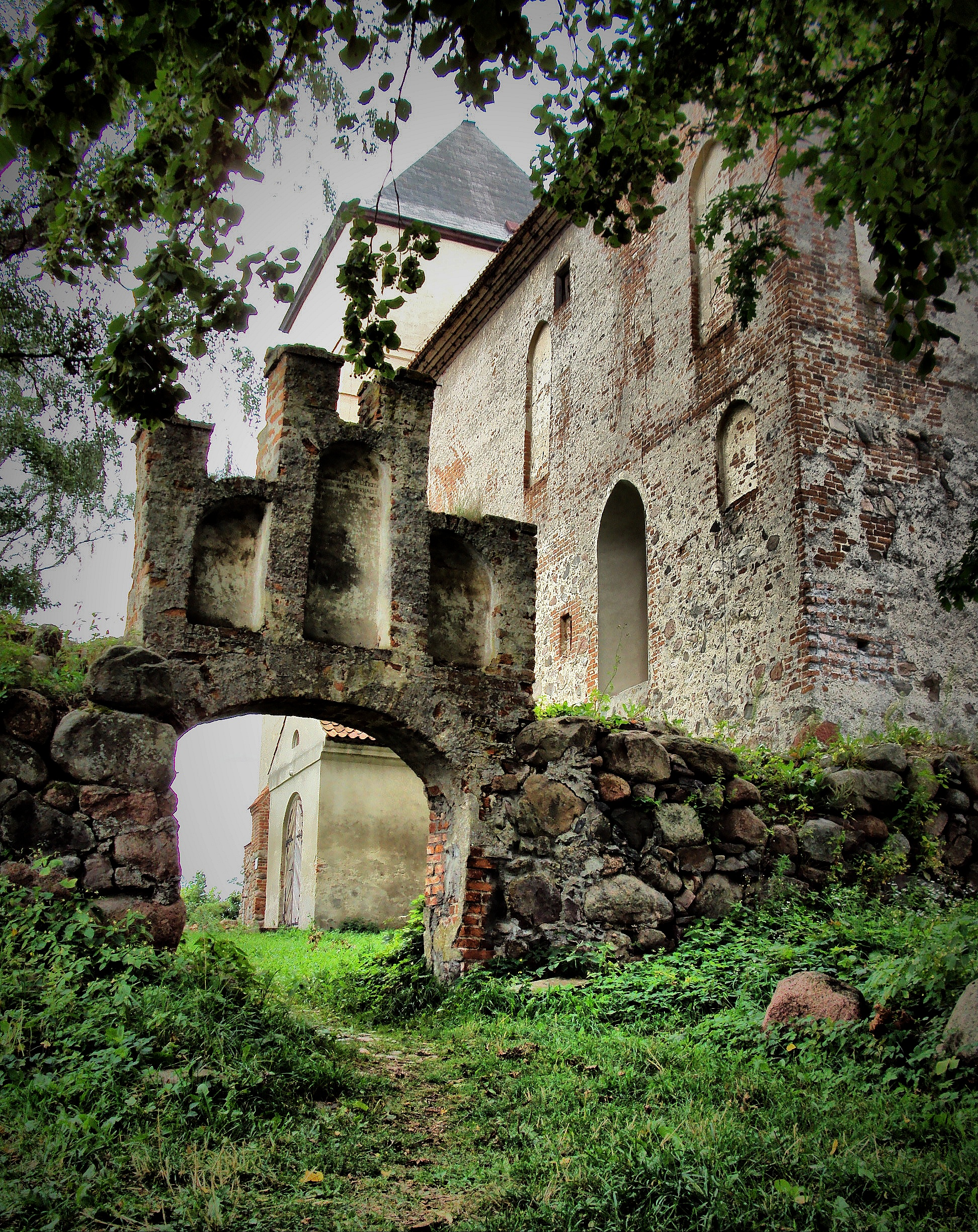
Das Hoftor aus der Ordenszeit mit dem Giebel von 1583

Mehr als 140 Jahre hatte die Kirche keinen Turm, wurde der doch erst zwischen 1726 und 1730 als Fachwerkturm an der Südseite errichtet. Die ordenszeitliche Architektur ist am nördlichen Giebel erhalten, Reste des Südgiebels sind noch am Turm vorhanden. Im obersten Stockwerk erkennt man einen Wehrgang.
Das Hoftor stammt noch aus der Ordenszeit, sein giebelartiger Aufbau wohl von 1583. Vor der Südfront befindet sich eine große Findlingsmauer. Sie gilt als die einzige erhaltene Mauer der kleinsten Wehranlage des Ordens.
1884 fand eine grundlegende Renovierung des Bauwerks statt. Das Kircheninnere veränderte man vollständig, anstelle der Balkendecke setzte man ein Tonnengewölbe ein. Aus dieser Zeit stammen auch die Vorhalle an der Hofseite und die Sakristei an der Südwestseite. Die Kirche ist unterkellert. Der Keller unter dem Chor diente als Krypta.
1988 wurde die Kirche restauriert. Sie dient seit den 1970er Jahren der römisch-katholischen Kirche als Gotteshaus, das nunmehr Johannes dem Täufer gewidmet ist.
Zu den alten vorreformatorischen Ausstattungsgegenständen gehörte eine Johannesfigur aus der Zeit um 1440. Teile einer Kreuzigungsgruppe wurden den Sammlungen im Königsberger Schloss zugeführt. Die Glocke und eine Tafel für die Gefallenen der napoleonischen Kriege sind noch vorhanden.
Die Orgel wurde 2004 an die Johanneskirche Kętrzyn überstellt.

## Kirchengemeinde
Eine Kirche bestand in Bäslack bereits in vorreformatorischer Zeit. 1402 wurde ein hölzernes Kirchengebäude erwähnt, und 1480 der Pfarrer Johannes Tolk, der das Bäslacker Kirchspiel mit den Orten Wilkendorf (polnisch Wilkowo), Laxdoyen (Łazdoje), Wangotten (Wanguty), Pastern (Pasterzewo) und Adlig Stumplack (Stąpławki) betreute.

### Evangelisch

#### Geschichte
Mit der Einführung der Reformation 1525 wurde die Kirche in Bäslack evangelisch. Ab 1583 stand ihr die zum Gotteshaus umgewandelte Burg zur Verfügung. 1867 zählte das Kirchspiel Bäslack 2945 Gemeindeglieder, 1925 waren es noch etwa 2000. In Anbetracht zahlreicher polnischer Kirchenglieder wurde noch bis in das 19. Jahrhundert hinein in polnischer Sprache gepredigt. Die Pfarrei Bäslack gehörte bis 1945 zum Kirchenkreis Rastenburg (polnisch Kętrzyn) in der Kirchenprovinz Ostpreußen der Kirche der Altpreußischen Union. Flucht und Vertreibung der einheimischen Bevölkerung schwächten das Leben der evangelischen Gemeinde des nach 1945 „Bezławki“ genannten Dorfes. Heute gehören die hier lebenden evangelischen Einwohner zur Johanneskirche Kętrzyn in der Diözese Masuren der Evangelisch-Augsburgischen Kirche in Polen.

#### Kirchspielorte
Bis 1945 gehörten zum Kirchspiel Bäslack zahlreiche Dörfer, Ortschaften und Wohnplätze:
| Deutscher Name | Polnischer Name |  | Deutscher Name                      | Polnischer Name  |
| -------------- | --------------- |  | ----------------------------------- | ---------------- |
| *Bäslack       | Bezławki        |  | *Pötschendorf                       | Pieckowo         |
| Bäslackshof    | Bezławecki Dwór |  | Pötschenwalde                       | Wólka Pieckowska |
| Bärenwinkel    | Barwik          |  | Posewangen                          | Pudwągi          |
| Bertienen      | Bertyny         |  | *Pülz                               | Pilec            |
| Fischbach      | Niewodnica      |  | Rehstall                            | Stachowizna      |
| *Heiligelinde  | Święta Lipka    |  | Skatnick                            | Skatniki         |
| Heinrichssorge | Henrykowo       |  | Spiegels-Korschen                   | Grzybowo         |
| Krakotin       | Krakocin        |  | Spiegels-Langheim                   | Śpigiel          |
| Laxdoyen       | Łazdoje         |  | Stechernsruh                        | Wólka Pilecka    |
| Marienhof      | Marzenin        |  | Stumplack bis 1928: Adlig Stumplack | Stąpławki        |
| Ottoswalde     | Staniewo        |  | Wangotten                           | Wanguty          |
| *Pastern       | Pasterzewo      |  | *Wilkendorf                         | Wilkowo          |

#### Pfarrer
An der Kirche Bäslack amtierten bis 1945 als evangelische Geistliche:
| - Jacob Willamowius, um 1590 - Albert Bartholomäi, bis 1607 - Michael Andreä, ab 1608 - Matthias Boretius, 1656–1668 - Georg Mauritius, 1668–1677 - Johann von Sehren, 1668–1689 - Georg Gelenius, ab 1677 - Sebastian Andreä, 1689–1710 - Johann Zwalick, 1697–1710 - Johann Faber, 1710–1717 - Stephan Neumann, 1710–1732 - Albert Wengorowius, 1717–1732 | - Michael Pisanski, 1733–1738 - Christian Krupinski, 1739–1777 - Johann Ernst Uklanski, 1777–1799 - Johann Friedrich Nippa, 1800–1824 - Gottlieb Skupch, 1824–1826 - Friedrich Porrmann, 1826–1867 - Karl August Wilhelm Gayk, 1848–1852 - Adam Krolczyk, 1852–1853 - Otto Hartmut Czygan, 1853–1859 - Carl Gustav Friedrich Sterz, 1859–1901 - Karl Philipp Albert Sterz, 1901–1936 - Konrad Heckel, bis 1945 |

#### Kirchenbücher
Von den Kirchenbüchern des Kirchspiels Bäslack sind erhalten und werden im Evangelischen Zentralarchiv in Berlin-Kreuzberg aufbewahrt:
- Taufen: 1852 bis 1944
- Trauungen: 1869 bis 1944
- Begräbnisse: 1878 bis 1879, 1885 bis 1944.

Außerdem liegt eine Liste der Gefallenen 1941 bis 1944 vor.

### Katholisch
Im Gebiet des Kirchspiels Bäslack lebten vor 1945 nur wenige Katholiken. Sie waren bis 1937 in die Pfarrei Heiligelinde (polnisch Święta Lipka), danach in die Pfarrei Wilkendorf (Wilkowo) im damaligen Bistum Ermland eingegliedert. Nach 1945 zogen zahlreiche polnische Neubürger hierher, die fast ausnahmslos katholischer Konfession waren. Von der Pfarrei in Wilkowo betreut, nutzten sie ab Ende der 1970er Jahre die bisher evangelische Kirche als Gotteshaus, das sie 1988 einer umfangreichen Restaurierung unterzogen. Sie ist nun Filialkirche der Pfarrei in Wilkowo, die zum Dekanat Kętrzyn I im jetzigen Erzbistum Ermland gehört.